# 本線 (ウィーン)
本線（ほんせん、ドイツ語: Stammstrecke）は、オーストリア国鉄の鉄道線の名称である。路線番号は900。

## 運行形態
快速と普通について説明する。両方とも、本線内は各駅に停車し（マッツラインスドルフ駅も営業時は停車していた）、両者合わせてレン通り - フローリツドルフ間は毎時12本と、地下鉄並の本数が確保されている。

### 特別快速「シティジェットエクスプレス(REX)」
- cjx9系統：　パイヤーバッハ - マイドリング - フローリツドルフ　（510号線直通系統）
60分間隔での運行。東行の多くはベルヴェデーレ地区を通過する。一部の列車は、フローリツドルフ以北を快速(REX, R)として各方面に直通する。
過去の運行形態
2021年度は、510号線 - 902号線直通系統で、ラー始発であった。朝に一日1便にのみ運行していた。
2022年度より、朝にレッツ始発が1本、深夜にフローリツドルフ始発が1本の、一日あたり片道2本（土曜は1本）の運行となった。
2023年度より、一日3往復（土曜1往復）に増発された。ラー始発の列車も一日1本運行を再開した。
2024年度より、特別快速(cjx9)に種別変更し、フローリツドルフ以西で大幅増発して60分間隔での運行となった。901号線からの直通が、平日朝のみ一日2本設定された。902号線直通は平日のみ一日3.5往復に増発された。レッツ始発も引き続き一日1本の運行となった。

### 快速「レギオナルエクスプレス(REX)」
合計、毎時3-4本の運行。下記の系統に分かれる。なお、2020年以前はレギオナルツーク(R)として運行していた。
- REX1系統：　パイヤーバッハ/ノイシュタト - マイドリング - ベルンハルツタル　（510号線 - 901号線直通系統）
60分間隔での運行。

- REX1系統：　パイヤーバッハ - マイドリング - フローリツドルフ　（510号線系統）
60分間隔での運行。
2021年度は、東行のみREX3系統として運行していた。

- REX2系統：　ウィーン空港 → レン通り → フローリツドルフ → ラー・アン・デア・ターヤ　（907号線 - 902号線直通系統）
60分間隔での運行。休日は半数がフローリツドルフ止まりとなる。907号線内では普通(S7)として運行される。
2020年以前は、フローリツドルフ以西で普通(S7)として運行していた。

- REX3系統：　マイドリング - フローリツドルフ - レッツ/ズノイモ　（903号線系統）
60分間隔での運行。
2019年以前は、休日の半数がフローリヅドルフ以南のみの運行となり、種別も普通(S1,S2)として運行していた。

- REX7系統：　ヴォルフスタル - レン通り - フローリツドルフ　（907号線系統）
60分間隔の運行だが、平日午後は30分間隔での運行となる。休日は朝に一日1往復の運行。
2023年度以前は、平日のみ、朝と午後中心の運行であった。

- ブックリゲ・ヴェルト号(REX92)：　アスパング/フェーリンク - ウィーン - フローリツドルフ　【土曜・休日運行】
- テルメンラント号(REX92)：　ハートベルク/フェーリンク - ウィーン - フローリツドルフ　【土曜・休日運行】
合わせて、土曜・休日のみ一日2往復の運行。北行に限り、ベルヴェデーレ地区を通過する。
2024年度より運行を開始した。

- 過去の運行系統
  - REX2系統：　ヴィーン西駅 - フローリツドルフ - ラー・アン・デア・ターヤ　（902号線系統）【平日運行】
2023年度以前に、平日のみ一日3～4往復での運行。直通先の910号線も含め、各駅に停車していた。

### 普通 (レギオナルツーク)
- R1系統：　ウィーン空港 → レン通り → フローリツドルフ → ゲンザーンドルフ
朝に、一日2本の運行。休日はフローリツドルフ止まり。907号線 － 901号線の直通系統。
2021年以前は、朝に平日2本、休日2本の運行で、休日もゲンザーンドルフ方面に直通していた。

- R3系統：　リージング → マイドリング → フローリツドルフ → シュトッケラウ　【平日運行】
夕方のみの運行。510号線 － 903号線の直通系統。

- R3系統：　ノイシュタト → マイドリング → フローリツドルフ → シュトッケラウ　【平日運行】
朝に、平日2本の運行。510号線 － 903号線の直通系統。
2022年度に限り一日3本の運行であった他、2022年度以前はR9系統を名乗っていた。

- 過去の運行系統
  - R2系統：　ヴォルフスタル → レン通り → フローリツドルフ → ミステルバッハ　【平日運行】
2022年度以前、朝に、平日1本運行していた。907号線 － 902号線の直通系統。

### 普通 (Sバーン)
毎時10-11本の運行。下記の系統に分かれる。
- S1系統：　メードリング - プラーターシュターン - フローリツドルフ - ゲンザーンスドルフ（901号線系統）
30分間隔での運行。休日は、リージング以東のみの運行となる。
2020年以前は、平日に限りプラーターシュターン以北のみの運行であった。2021-23年度は、マイドリング以東のみの運行であった。

- S1系統：　マイドリング → フローリツドルフ
60分間隔での運行。北行のみ運行する。
2023年度以前は西行も運行していたが、cjx9系統の大幅増発に置き換えられる形で休止となった。

- S2系統：　メードリング - マイドリング - フローリツドルフ - ヴォルカースドルフ/ミステルバッハ（510号線 - 902号線直通系統）
北行30分間隔、南行60分間隔での運行。北行は、メードリンク → マイドリング → フローリツドルフ → ヴォルカースドルフ/ミステルバッハの系統で運行される。南行は、ラー・アン・デア・ターヤ → フローリツドルフ → マイドリング → メードリンクの系統で毎時1本の運行となり（ただし休日は半数がフローリツドルフ始発）、こちらは902号線内で快速(REX2)として運行される。
2020年度以前は、平日の南行も半数がフローリツドルフ始発であった。

- S2/S7系統：　ヴォルフスタル/ヴィーン空港 - レン通り - フローリツドルフ - ミステルバッハ/ヴォルカースドルフ（907号線 - 902号線直通系統）
北行は60分間隔、南行は30分間隔での運行。北行はS2系統として、ヴォルフスタル/ヴィーン空港 → レン通り → フローリツドルフ（平日午後はヴォルカースドルフ）の系統で運行される。南行はS7系統として、ミステルバッハ/ヴォルカースドルフ → フローリツドルフ → レン通り → ヴィーン空港/ヴォルフスタルの系統で運行される。

- S3/S4系統：　ノイシュタト/レオバースドルフ - マイドリング - フローリツドルフ - コーノイブルク/シュトッケラウ/アプスドルフ/ホラブルン（510号線 - 903号線直通系統）
毎時4本（休日は毎時2本）の運行。リージング以西に直通するのは毎時2本で、うち1本がノイシュタト、残り1本がメードリング（平日午後はレーオバースドルフ）発着である。
2019年以前は、現在のリージング発着がマイドリング発着であった。

### 過去の運行系統
- 特急「ヴェストバーン(WB)」
  - ザルツブルク - マイドリンク - プラーターシュターン
2019年以前、毎時1本運行していた。マイドリンク以西は111号線に直通していた。ヴィーン本駅 - プラーターシュターン間は各駅に停車していたが、900号線内はクローズドドアシステムを採用し、ヴィーン市内のみの利用はできなかった。

## 駅一覧
以下では、オーストリア国鉄900号線の駅と営業キロ、停車列車、接続路線などを一覧表で示す。
- 種別
  - REX：快速
  - R：普通「レギーナルツーク」
  - S：普通「Sバーン」
- 停車駅
  - ■印：全列車停車
  - ●印：一部通過
  - ○印：一部停車
  - ｜印：全列車通過

| 路線名 | 駅名                                   | 駅間営業キロ | 累計営業キロ | cjx | REX | R  | S | 接続路線 | 所在地                   | 所在地                 |
| ------ | -------------------------------------- | ------------ | ------------ | --- | --- | -- | - | --- | ------------------------ | ---------------------- |
| 900    | メドリンク駅                           | 2.3          | 15.2         | ｜  | ●   | ●  | ■ | 510号線（パイヤーバッハ方面） | ニーダーエスターライヒ州 | メドリンク郡           |
| 900    | ブルン・マーリア・エンツァースドルフ駅 | 1.9          | 12.9         | ｜  | ｜  | ●  | ■ | | ニーダーエスターライヒ州 | メドリンク郡           |
| 900    | ペアヒトルヅドルフ駅                   | 1.4          | 11.0         | ｜  | ｜  | ｜ | ■ | | ニーダーエスターライヒ州 | メドリンク郡           |
| 900    | リージンク駅                           | 1.4          | 9.6          | ｜  | ●   | ●  | ■ | | ウィーン市               | リージンク区           |
| 900    | アツガースドルフ駅                     | 3.0          | 8.2          | ｜  | ｜  | ●  | ■ | | ウィーン市               | マイドリング区         |
| 900    | ヘッツェンドルフ駅                     | 1.8          | 5.2          | ｜  | ｜  | ●  | ■ | | ウィーン市               | マイドリング区         |
| 900    | ウィーン・マイドリング駅               | 4.1          | -1.9         | ■   | ■   | ■  | ■ | 111号線（ブレゲンツ方面） 511号線（ショプロン方面） 515号線（バーデン方面、アイヒェン通り方面） 910号線（ヒュッテルドルフ方面） ウィーン地下鉄6号線（ジーベンヒアテン方面、フローリツドルフ方面） | ウィーン市               | マイドリング区         |
| 900    | マッツラインスドルフ広場駅（*1）       | 1.7          | -0.2         | ●   | ●   | ■  | ■ | 515号線（アイヒェン通り方面、オペラ座方面） | ウィーン市               | マルガレーテン区       |
| 900    | ウィーン中央駅                         | 1.5          | 1.3          | ■   | ■   | ■  | ■ | 700号線（ブルック方面） 910号線（プラハ/マーヘク方面） ウィーン地下鉄1号線（ロイマンプラッツ方面、レオポルダウ方面）                                                                              | ウィーン市               | ヴィーデン区           |
| 900    | ベルヴェデーレ地区駅                   | 0.6          | 1.9          | ●   | ●   | ■  | ■ | | ウィーン市               | ラントシュトラーセ区   |
| 900    | レン通り駅                             | 1.8          | 3.7          | ■   | ■   | ■  | ■ | 907号線（空港方面） | ウィーン市               | ラントシュトラーセ区   |
| 900    | ウィーン・ミッテ駅                     | 1.1          | 4.8          | ■   | ■   | ■  | ■ | ウィーン地下鉄 U3号線（ジンメリンク方面、オッタクリンク方面） U4号線（ヒュッテルドルフ方面、ハイリゲンシュタット方面）                                                                            | ウィーン市               | ラントシュトラーセ区   |
| 900    | プラーターシュターン駅                 | 2.0          | 6.8          | ■   | ■   | ■  | ■ | ウィーン地下鉄 U1号線（レーオポルダウ方面、シュテファン広場方面） U2号線（アシュパーン方面、博物館地区方面）                                                                                      | ウィーン市               | レオポルトシュタット区 |
| 900    | トライゼン通り駅                       | 1.1          | 7.9          | ■   | ■   | ■  | ■ | | ウィーン市               | ブリギッテナウ区       |
| 900    | ハンデルスカイ駅                       | 1.5          | 9.4          | ■   | ■   | ■  | ■ | 945号線（ヒュッテルドルフ方面） ウィーン地下鉄U6号線（新ドナウ方面、西駅方面） | ウィーン市               | ブリギッテナウ区       |
| 900    | フローリツドルフ駅                     | 2.1          | 11.5         | ■   | ■   | ■  | ■ | 901号線（ゲンザーンドルフ方面）、902号線（ミステルバッハ方面） 903号線（ホラブルン方面）、ウィーン地下鉄U6号線（新ドナウ方面）                                                                    | ウィーン市               | フローリツドルフ区     |

(*1) 2021年3月27日 - 2022年4月19日の間、工事のため駅の使用を停止し、全列車が通過していた。